# Dobrák a zlí lidé
Dobrák a zlí lidé (v originále Le Bon et les Méchants) je francouzský hraný film z roku 1976, který režíroval Claude Lelouch podle vlastního scénáře. Snímek měl světovou premiéru dne 21. ledna 1976.

## Děj
V roce 1935 se Jacques a Simon živí loupežemi a krádežemi šperků. Z tohoto důvodu se o ně zajímá inspektor Deschamp. Jacques se seznamuje s prostitutkou Lolou, která se k nim přidá.
Když vypukne druhá světová válka, tři přátelé se zapletou do případu krádeže obrazů získaných od židovských sběratelů. Trojice chce podvést Němce. Německé úřady prohlašují, že v rámci odvety bude zastřeleno 50 civilistů, pokud nebudou obrazy vráceny. Simon vrátí obsah náklaďáku Němcům, ale nyní probíhá souboj mezi trojicí a inspektorem Deschampsem, který se mezitím stal spolupracovníkem gestapa. Deschampsovi se podaří unést a mučit Lolu, která odmítá mluvit. Jacques a Simon unesou Dominique, Deschampsovu manželku. Obě ženy jsou vyměněny, ale Jacques si všimne, že Dominique si svého manžela příliš neváží kvůli jeho spolupráci s okupanty. Ta požádá Jacquese, aby s ním podvedl jejího manžela. Jacques přijímá a využívá příležitosti získat od Dominique informace o aktuální činnosti gestapa. To funguje až do dne, kdy jsou Jacques a Dominique zatčeni.
Jacques je mučen gestapem. Dominique lže a říká Němcům, že její manžel poskytuje informace odbojářům. Deschamps má na výběr – zabít svou ženu nebo spáchat sebevraždu. Zabije Dominique, ale Němci, kteří to považují za zoufalý akt odporu, ho mučí a poté uvězní. Při osvobození je Jacques vyznamenán generálem de Gaullem a Deschamps získá důležitou funkci na ministerstvu vnitra.

## Obsazení
| Jacques Dutronc         | Jacques                   |
| Marlène Jobertová       | Lola                      |
| Jacques Villeret        | Simon                     |
| Bruno Cremer            | inspektor Bruno Deschamps |
| Brigitte Fossey         | Dominique Blanchot        |
| Jean-Pierre Kalfon      | Henri Lafont              |
| Alain Mottet            | komisař Blanchot          |
| Marie Déa               | paní Blanchot             |
| Serge Reggiani          | šéf odbojářů              |
| Stéphane Bouy           | Pierre Bonny              |
| Georg Marischka         | německý generál           |
| Marie-Pierre de Gérando | šéf odbojářů              |
| Philippe Léotard        | prodejce Citroënu         |
| Alain Basnier           | Blanchot                  |
| Valérie Lagrange        | Françoise                 |
| Claudio Gaia            | Claudio De Souza          |
| Arlette Emmery          | Arlette                   |
| Hans Verner             | německý důstojník         |
| Oskar Freitag           | Němec                     |
| Otto Friebel            | Němec                     |
| Michel Fortin           | zloděj                    |
| Jean Luisi              | zloděj                    |
| Michel Charrel          | zloděj                    |
| André Falcon            | starosta                  |
| Étienne Chicot          | poručík                   |
| Gérard Dournel          | představený               |
| Jean Mermet             | prodejce vozu             |
| Adrien Cayla-Legrand    | Charles de Gaulle         |